# Mouvement des entendeurs de voix
Le Mouvement des entendeurs de voix (en anglais Hearing Voices Movement) est un mouvement créé par le psychiatre Marius Romme fondé sur la conviction que l'entente de voix (appelée phénomènes auditifs hallucinatoires par les scientifiques) n'est pas toujours un trouble mental, en particulier psychotique,,. 
Le but de ce mouvement consiste à créer des groupes de parole afin de permettre aux entendeurs de voix de se rencontrer et de partager leurs expériences à-propos d'un phénomène qui reste actuellement encore inexpliqué et empreint de multiples croyances. Aujourd'hui encore, il est impossible d'établir une méthode ou un traitement médical efficace afin de faire disparaître définitivement ces voix malgré le fait que certaines personnes considèrent qu'il ne s'agit pas d'un problème. Il est communément admis par la plupart des neuroscientifiques et des psychiatres que ceux qui entendent en permanence des voix sont en vérité atteints de schizophrénie ou d'autres affections cérébrales, perturbant ainsi plus ou moins la conscience.

Cependant, ce mouvement peut être considéré comme peu pertinent, voire sectaire, par une pluralité de psychiatres, aidants, et personnes concernées. 

## Historique
Les premiers groupes de parole sont apparus aux Pays-Bas en 1987 puis se sont essaimés dans les pays anglophones à partir de 1988 (Royaume-Uni, Australie, Canada, États-Unis) avant de se faire connaître ensuite ailleurs en Europe.

## Principe

### Normaliser l'entente de voix
Il y a dans cette approche une croyance normalisatrice selon laquelle entendre des voix est une partie naturelle de l'expérience humaine. Les voix elles-mêmes ne sont pas considérées comme anormales ou aberrantes, mais plutôt vues comme une réponse significative et interprétable par rapport à des circonstances sociales, émotionnelles ou interpersonnelles. Selon cette perspective, le potentiel de l'entente des voix existe en chacun de nous. 
La possibilité que des voix soient ressenties dans certaines circonstances chez un individu est confirmée par des études sur les effets de la privation sensorielle, d'événements tels que le deuil, le traumatisme et l'ingestion d'hallucinogènes et par l'acceptation généralisée des voix comme un phénomène normal dans un certain nombre de cultures non occidentales. A cet égard, des études épidémiologiques suggèrent qu'une minorité importante de la population a déjà entendu des voix au moins une fois dans sa vie. L'audition de la voix semble donc être une expérience qui s'étend à la population générale, ce qui suggère que l'opinion dominante dans la société occidentale sur les voix en tant que signes inévitables de troubles psychiatriques doit être réévaluée.
Pour les entendeurs de voix, cela est plus constructif et autonomisant que les conceptualisations fondées sur la maladie qui mettent l'accent sur la pathologie et peuvent induire un stigmate, réduire l'estime de soi et mener à mettre l'accent sur l'élimination de l'expérience qui peut être irréaliste, compte tenu de l'efficacité limitée et des effets secondaires dangereux associés aux traitements pharmacologiques actuels.
Les diverses explications pour les voix sont à la fois acceptées et valorisées, et le MEV respecte le fait que les gens peuvent s'appuyer sur une gamme d'explications pour donner un sens à leurs voix. Cela est conforme aux croyances culturelles largement répandues au sujet des voix et aux croyances des personnes qui ont une expérience d'entente de voix sans avoir besoin d'aide psychiatrique (voir Vision (religion)).
Conformément à ce qui précède, les personnes qui entendent des voix sont encouragées à s'approprier leurs expériences et à les définir elles-mêmes. Les groupes d'écoute offrent souvent un espace sûr pour cette exploration. Pour cette raison, des termes comme hallucinations auditives verbales (HAV) et délires peuvent susciter une résistance parce qu'ils représentent un discours médical qui peut souvent être perçu comme non autonomisant et potentiellement contraire aux explications propres aux individus.

### Comprendre et résoudre
Il est généralement admis que l'entente de voix peut être comprise et interprétée dans le contexte des événements de la vie et des récits interpersonnels. Plus précisément, on rapporte souvent que les voix sont précipitées et maintenues par des événements émotionnels de la vie qui accablent et déresponsabilisent la personne, le contenu, l'identité ou l'apparition de voix correspondant souvent à des questions plus larges de la vie de la personne. Des outils comme le questionnaire de Maastricht sur l'entente de voix peuvent être utilisés pour comprendre, et tenter d'aborder et de résoudre les conflits latents qui peuvent sous-tendre la présence des voix. L'affirmation selon laquelle les voix sont psychologiquement significatives par rapport à la vie de l'auditeur a une longue histoire à la fois en psychiatrie, en psychologie et en philosophie, et a été soutenue par des auteurs tels que Pinel, Bleuler, Jaspers et Laing.
Un processus d'acceptation des voix est généralement considéré comme plus utile qu'une tentative de les supprimer ou de les éliminer. Cela implique d'accepter les voix comme une expérience réelle, ainsi que la réalité subjective de la personne qui entend les voix et de reconnaître que les voix sont quelque chose que celle-ci peut, avec du soutien, gérer avec succès. La valorisation active des voix (par exemple en tant qu'expériences émotionnelles significatives) dépasse l'acceptation de base et peut être contre-intuitive lorsqu'une personne entend des voix pénibles ou dominantes. A cet égard, Romme et Escher proposent que les voix sont « à la fois le problème et la solution » : une agression contre l'identité de la personne, mais aussi une tentative de la préserver en articulant et en manifestant la douleur émotionnelle. Le « décodage » des conflits et des problèmes de vie représentés par les voix est souvent possible même lorsque les personnes ont reçu un diagnostic de maladie mentale complexe et chronique. Cependant, conformément à la diversité des opinions valorisées par la MEV, si les personnes qui entendent les voix choisissent de prendre des médicaments antipsychotiques pour gérer ou éradiquer les voix, cela est respecté. De même, beaucoup de personnes trouvent que les médicaments sont utiles pour réduire l'intensité émotionnelle ou favoriser le sommeil. 
Le soutien par les pairs (voir pair-aidance) est considéré comme un moyen efficace d'aider les gens à donner un sens à leur voix et à y faire face. Les groupes de soutien mutuel ont de nombreux liens avec le MEV. Les forums de soutien en ligne sont une caractéristique de plus en plus courante, et le rôle individuel des pairs est aussi parfois utilisé comme un moyen de promouvoir le changement.

## Recherches
Cette approche a suscité les travaux de psychiatres et de psychologues, notamment du psychiatre néerlandais Marius Romme. En 1989, aidé de son assistante Sandra Escher, il a enquêté, par le biais d'interviews, sur le phénomène de la perception de voix. Ils ont interrogé des milliers d'entendeurs de voix, tant ceux ayant un handicap social et émotionnel lourd que ceux ayant une bonne intégration sociale et professionnelle sans avoir jamais eu recours aux services de santé mentale. Ils disent avoir observé un lien entre les voix (même positives) et les expériences traumatiques. Ils ont conclu que ceux qui « géraient leurs voix » utilisaient des compétences particulières auxquelles les autres, ceux pour qui elles représentaient un problème, n'avaient pas accès, notamment une explication socio-culturelle cohérente pour les voix (explication en rapport avec leur culture d'origine), la communication avec elles, des connexions sociales importantes, la capacité d'établir des limites pour les voix (dans le temps surtout) et la possibilité de se confronter à ces traumatismes personnels. Marius Romme a continué à travailler sur le sujet de l'entente de voix pendant plusieurs années.
Les recherches en psychiatrie et psychologie existent essentiellement dans les pays anglophones. À l'Université de Durham en Grande-Bretagne, il existe un laboratoire de recherche dédié à cette question.
En France, les psychologues cliniciens Sarah Chiche ou Yann Derobert écrivent et travaillent sur la base des concepts du voice hearing movement. 
Le Réseau français sur l'entente de voix (REV France) s’inscrit dans le Mouvement international sur l’entente de voix qui est représenté par une vingtaine de réseaux nationaux de par le monde. 
Cette approche s'étend aujourd'hui à d'autres « phénomènes » comme les visions ou les sensations corporelles inexpliquées.

## France
En 2011, l'entendeur de voix Vincent Demassiet, originaire de Lille, après s'être rendu au Centre Collaborateur de l'Organisation Mondiale de la Santé de Lille et avoir rencontré l'auteur britannique Ron Coleman, a appris à parler de ses voix dans un contexte non médical ainsi que des stratégies afin de répondre à ce phénomène dans la vie quotidienne. C'est le début de son rétablissement, qui sera poursuivi dans des activités tournées vers les usagers comme les groupes d'entendeurs de voix qu'il a contribué à créer avec le REV France, qui lui apportent le sentiment qu'il possède des « alliés en psychiatrie ».  Vince Demassiet est de manière générale en faveur d'une expérience croisée en psychiatrie, entre usagers et professionnels.

## Suisse romande
Selon Jérôme Favrod, infirmier spécialiste clinique de la section de psychiatrie sociale au département de psychiatrie du Centre hospitalier universitaire vaudois (CHUV) et professeur à l'Institut et haute école de santé La Source, 13 % de la population entendrait des paroles dans sa tête à un moment ou à un autre de sa vie. Charles Bonsack, médecin-chef au département de psychiatrie du CHUV, prétend qu'il est possible pour une personne « saine d'esprit » d'entendre des paroles, avec des causes qui vont de « la lésion cérébrale au manque de sommeil, en passant par l’abus de drogues ou une souffrance psychologique ».
À la suite de recherches scientifiques menées sur des personnes atteintes d’un désordre génétique rare, le syndrome de microdélétion 22q11.2, syndrome qui a une très forte probabilité de développer une schizophrénie ainsi qu’un de ses symptômes les plus fréquents, l’hallucination auditive, des scientifiques de l’université de Genève (UNIGE) et du pôle de recherche national Synapsy ont réussi à associer l’apparition du phénomène hallucinatoire à un développement anormal de certaines sous-structures du thalamus, une région profonde du cerveau impliquée dans de nombreuses fonctions cognitives, dont la mémoire de travail et l’audition. L’apparition d’hallucinations auditives a pu être associée également à une connectivité neuronale excessive entre le thalamus et le cortex auditif.

#### Livres
- (en) Paul Baker, The Voice Inside - A practical guide to coping with hearing voices, 1999
- Paul Baker, Entendre des voix, Guide pratique traduit par le professeur François Ferrero et Jérôme Favrod, Éditions Association Écrivains, Poètes & Cie, Genève, 2000,  (ISBN 2-88462-038-9)
- Marius Romme et Sandra Escher, Accepter les voix, Traduit par Émilie Montpas, Éditions Claude Bussières, 2012
- Brigitte Soucy et Myreille St-Onge, Mieux vivre avec les voix, Éditions Claude Bussières, 2012

#### Articles de revues
- (en) Benjamin Knudson et Adrian Coyle, The experiences of hearing voices : An interpretative phenomenological analysis, dans Existential Analysis, 2002, 13 (1), pp. 117-134
- (en) Sandra Escher, Philippe Delespaul, Marius Romme, Alex Buiks, Jim van Os, Coping defence and depression in adolescents hearing voices, dans Journal of Mental Health, 2003, vol. 12, fasc. 1, pages 91-99

#### Ouvrages collectifs
- (en) Gillian Haddock et Peter D. Slade, Empowering people who hear voices, dans Cognitive-Behavioural Interventions with Psychotic Disorders, Routledge, Londres, 1995,  (ISBN 978-0-415-10290-2)
- (en) Anne Cook (dir.), Understanding Psychosis and Schizophrenia - Why people sometimes hear voices, believe things that others find strange, or appear out of touch with reality, and what can help, A report by the Division of Clinical Psychology, The British Psychological Society, 2014

#### Mémoires universitaires
- Entendre des voix : Une recherche évaluative sur les effets d’un groupe de formation et de soutien, volet I Mémoire de Sébastien Lepage, 2009
- Entendre des voix : Une recherche évaluative sur les effets d’un groupe de formation et de soutien, volet II Par Bernadette Ngo Nkouth, Myreille St-Onge, Sébastien Lepage, Brigitte Soucy et Huguette Savard, 2009
- Les effets de l’approche offerte au Pavois auprès des entendeurs de voix : La combinaison de l’intervention de groupe et du suivi individualisé axé sur les forces, Mémoire de Stéphanie Breault-Ruel, 2013